# زبوجه
زبوجه (به عربی: الزبوجة) یک شهرداری در الجزایر است که در استان الشلف واقع شده‌است. زبوجه ۲۳٬۰۷۹ نفر جمعیت دارد.